# Ling Tong
Ling Tong (chinesisch 淩統, Pinyin Líng Tŏng; * 189 in Yuhang; † 217) war ein General der Wu-Dynastie unter Sun Quan zur Zeit der Drei Reiche im alten China.
Geboren wurde er 189 in Yuhang. Als er erst fünfzehn Jahre alt war, fiel sein Vater Ling Cao Gan Nings Pfeilangriff zum Opfer, der damals unter Huang Zu diente. Ling Tong folgte in die Fußstapfen seines Vaters und diente Sun Quan als Befehlshabender Offizier der Hilfstruppen.
Während Sun Quans drittem Angriff auf Huang Zu gelang Ling Tong ein vollständiger Sieg. Er wurde darauf zum „Kommandanten, der die Gerechtigkeit erhält“ ernannt.
Während der Schlacht von Chibi erhielt Ling Tong den Rang eines Kommandanten. Beim Zusammenprall der Wu- und Wei-Truppen bei Hefei wurde Ling Tong zum Premier von Pei ernannt.
Ling Tong hasste Gan Ning, der seinen Vater getötet hatte, und versuchte ihn zu töten, nachdem er in den Dienst von Sun Quan getreten war. Aber Lu Meng und Sun Quan wiesen ihn zurecht; er lernte Gan Ning zu schätzen, nachdem dieser Ling Tong gegen die Wei-Armee gerettet hatte. Seitdem versuchten beide sich zu übertreffen.
| Personendaten    | Personendaten                                                                   |
| ---------------- | ------------------------------------------------------------------------------- |
| NAME             | Ling Tong                                                                       |
| ALTERNATIVNAMEN  | 淩統 (chinesisch)                                                               |
| KURZBESCHREIBUNG | Offizier der Wu-Dynastie unter Sun Quan zur Zeit der Drei Reiche im alten China |
| GEBURTSDATUM     | 189                                                                             |
| GEBURTSORT       | Yuhang                                                                          |
| STERBEDATUM      | 217                                                                             |